# Ле-Мон-д’Оне (кантон)
Ле-Мон-д’Оне (фр. Les Monts d'Aunay) (до 24 февраля 2021 года назывался Оне-сюр-Одон, фр. Aunay-sur-Odon) — кантон во Франции, находится в регионе Нормандия, департамент Кальвадос. Расположен на территории двух округов: две коммуны входят в состав округа Байё, двадцать семь — в состав округа Вир.

## История
До 2015 года в состав кантона входили коммуны Оне-сюр-Одон, Боке, Бремуа, Каань, Кульвен, Дампьер, Данву-ла-Ферьер, Жюрк, Ла-Бинь, Ле-Мений-Озуф, Ле-Плесси-Гримуль, Ле-Лож, Ондфонтен, Рукан, Сен-Жорж-д’Оне, Сен-Жан-де-Эссартьер и Сен-Пьер-дю-Френ.
В результате реформы 2015 года  состав кантона был изменен. В него был полностью включен упраздненный кантон Виллер-Бокаж и отдельные коммуны кантонов Комон-л’Эванте и Бальруа.
С 1 января 2016 года состав кантона изменился в связи с образованием т.н. "новых" коммун: коммуны Банвиль-сюр-Ажон и Сент-Аньян-ле-Малерб объединились в новую коммуну Малерб-сюр-Ажон; коммуны Сен-Жорж-д’Оне, Кульвен и Ла-Бинь — в новую коммуну Сёллин.
С 1 января 2017 года состав кантона снова изменился: коммуны Анктовиль, Лонгрей, Сен-Жермен-д’Экто и Тортваль-Кене объединились в новую коммуну Орсёль; коммуны Комон-л’Эванте, Ла-Вакри и Ливри — в новую коммуну Комон-сюр-Эр; коммуны Жюрк и Ле-Мений-Озуф — в новую коммуну Дьялан-сюр-Шен; коммуны Ле-Лошёр, Мисси, Нуайе-Бокаж и Турне-сюр-Одон — в новую коммуну Валь-д'Арри; коммуны Дампьер, Ла-Ланд-сюр-Дром, Сен-Жан-де-Эссартьер и Сет-Ван — в новую коммуну Валь-де-Дром; коммуны Боке, Данву-ла-Ферьер, Кампандре-Вальконгрен, Ле-Плесси-Гримуль, Ондфонтен, Оне-сюр-Одон и Рукан — в новую коммуну Ле-Мон-д’Оне, ставшую центром кантона.
24 февраля 2021 года указом № 2021-213 кантон переименован в Ле-Мон-д’Оне. .

## Состав кантона с 1 января 2017 года
В состав кантона входят коммуны (население по данным Национального института статистики за 2018 г.):
- Амейе-сюр-Сёль (233 чел.)
- Бонмезон (403 чел.)
- Бремуа (227 чел.)
- Валь-д'Арри (2 305 чел.)
- Валь-де-Дром (865 чел.)
- Виллер-Бокаж (3 134 чел.)
- Вилли-Бокаж (762 чел.)
- Дьялан-сюр-Шен (1 054 чел.)
- Каань (1 391 чел.)
- Комон-сюр-Эр (2 358 чел.)
- Курводон (251 чел.)
- Ланд-сюр-Ажон (438 чел.)
- Ле-Лож (140 чел.)
- Ле-Мений-о-Грен (80 чел.)
- Ле-Мон-д’Оне (4 303 чел., без ассоциированной коммуны Ле-Плесси-Гримуль)
- Ленжевр (465 чел.)
- Лонвилле (361 чел.)
- Малерб-сюр-Ажон (558 чел.)
- Мезонсель-Пельве (264 чел.)
- Мезонсель-сюр-Ажон (190 чел.)
- Монз-ан-Бессен (409 чел.)
- Орсёль (1 907 чел.)
- Отто-ле-Баг (480 чел.)
- Парфурю-сюр-Одон (196 чел.)
- Сен-Луэ-сюр-Сёль (147 чел.)
- Сен-Пьер-дю-Френ (192 чел.)
- Сёллин (1 332 чел.)
- Траси-Бокаж (300 чел.)
- Эпине-сюр-Одон (617 чел.)

## Политика
На президентских выборах 2022 г. жители кантона отдали в 1-м туре Марин Ле Пен 30,5 % голосов против 27,5 % у Эмманюэля Макрона и 16,5 % у Жана-Люка Меланшона; во 2-м туре в кантоне победил Макрон, получивший 51,0 % голосов. (2017 год. 1 тур: Марин Ле Пен – 27,5 %, Эмманюэль Макрон – 21,1 %, Франсуа Фийон – 17,4 %, Жан-Люк Меланшон – 17,1 %; 2 тур: Макрон – 56,6 %. 2012 год. 1 тур: Франсуа Олланд — 25,4 %, Николя Саркози — 24,5 %, Марин Ле Пен — 22,6 %; 2 тур: Олланд — 51,5 %).
С 2021 года кантон в Совете департамента Кальвадос представляют бывший мэр коммуны Валь-де-Дром Сильви Ленуришель (Sylvie Lenourrichel) и бывший мэр коммуны Мезонсель-Пельве Кристиан Оре (Christian Hauret) (оба - Разные правые).
|                | Кандидаты                      | Партия                   | Первый тур | Первый тур     | Второй тур | Второй тур |
| Кол-во голосов | Кандидаты                      | Партия                   | % голосов  | Кол-во голосов | % голосов  |            |
| -------------- | ------------------------------ | ------------------------ | ---------- | -------------- | ---------- | ---------- |
|                | Сильви Ленуришель Кристиан Оре | Разные правые            | 2 402      | 42,81          | 2 947      | 55,23      |
|                | Эстель Дюваль Патрик Сен-Ло    | Разные центристы         | 1 907      | 33,99          | 2 389      | 44,77      |
|                | Шанталь Анри Филипп Монфор     | Национальное объединение | 1 302      | 23,20          |            |            |

|                | Кандидаты                      | Партия             | Первый тур | Первый тур     | Второй тур | Второй тур |
| Кол-во голосов | Кандидаты                      | Партия             | % голосов  | Кол-во голосов | % голосов  |            |
| -------------- | ------------------------------ | ------------------ | ---------- | -------------- | ---------- | ---------- |
|                | Сильви Ленуришель Кристиан Оре | Разные правые      | 2 005      | 23,82          | 5 141      | 61,12      |
|                | Сабин де Вийерош Дени Дердо    | Национальный фронт | 2 835      | 33,68          | 3 271      | 38,88      |
|                | Лидия Кёдвиль Седрик Эвано     | Разные левые       | 1 790      | 21,27          |            |            |
|                | Патрик Сен-Ло Коринн Форвей    | Правый блок        | 1 787      | 21,23          |            |            |